# Dwergte
Dwergte ist ein Ortsteil der Gemeinde Molbergen im niedersächsischen Landkreis Cloppenburg.

## Geographie
Der Ort liegt nordnordwestlich des Kernortes Molbergen und östlich des Molberger Ortsteils Grönheim. Südwestlich des Ortes verläuft die Landesstraße 836, jenseits welcher sich das 610 Hektar große Naturschutzgebiet Molberger Dose und erstreckt.
Im östlich des Ortes gelegenen Feriendorf Dwergte findet sich ein Badesee.

## Geschichte
Dwergte wurde im Jahr 1275 in einem Lehensverzeichnis ersterwähnt.

## Kultur

### Sport
- Angeln: Fischereiverein Dwergte
- Pferdesport: Reit- und Fahrverein Dwergte

### Regelmäßige Veranstaltungen
- Kartoffelfest
- Peiterbult
- Reit-Turnier